# Svältegöl
Svältegöl är en sjö i Vaggeryds kommun i Småland och ingår i Lagans huvudavrinningsområde. Sjöns area är 0,008 kvadratkilometer och den befinner sig 172 meter över havet.